# Костровы
Костровы — русский княжеский род, происходящий от татарского мурзы Кыстыр-Гирея,сына Сафа-Гирея - хана Казанского ханства. После крещения и поступления на русскую службу стал именоваться мурза Костров. В 1550 был командующим нескольких отрядов при осаде и взятии Казани. За это получил наследственный титул князя из рук Московского царя Ивана IV Грозного.
Из него происходил сибиревед Н. А. Костров (1823—1881).
Род Костровых был внесён во II часть родословной книги Псковской губернии Российской империи.